# Metaboloma
Si definisce metaboloma l'insieme di tutti i metaboliti di un organismo biologico, cioè di tutte le sostanze che sono in grado di partecipare ai processi di un organismo. Tra di essi figurano sia gli intermedi metabolici (substrati necessari alle reazioni biochimiche e prodotti da esse derivati), sia ormoni ed altre molecole di segnale.
La parola è stata coniata in analogia con il termine trascrittoma e proteoma, a loro volta ideate ricalcando il ben più noto ed utilizzato genoma. A differenza di quest'ultimo, metaboloma, trascrittoma e proteoma sono entità estremamente dinamiche, in grado di cambiare da secondo a secondo.
La principale differenza del metaboloma rispetto alle altre tre entità, in ogni caso, è che non può al momento essere studiato attraverso una specifica tecnologia. Se infatti il genoma può essere studiato con varie tecniche di sequenziamento, il trascrittoma con saggi di espressione genica (specialmente attraverso i microarray) ed il proteoma con approcci come l'elettroforesi bidimensionale, non esiste ancora un metodo analitico in grado di tracciare il metaboloma.
Nel gennaio 2007 ricercatori delle Università dell'Alberta e di Calgary hanno completato l'analisi del metaboloma umano, individuando e caratterizzando circa 2500 metaboliti, 1200 principi attivi e 3500 componenti di origine alimentare.
Lo studio del metaboloma, similmente a quanto avviene per gli altri omics, è definito metabolomica (o metabonomica, termine che tuttavia è spesso utilizzato con un significato leggermente diverso).